# Norovce
Norovce jsou obec na Slovensku, v okrese Topoľčany v Nitranském kraji. V obci žije 323 obyvatel.

## Historie
První písemná zmínka o obci pochází z roku 1113, kde je uváděna jako Honor. Obec postupně náležela do vlastnictví zoborského kláštera, nitranskému biskupství, v 17. století panství Krušovců, v 18. století rodu Újfalussů a od roku 1761 Prileskovců. Obcí v minulosti vedla důležitá poštovní silnice Magna via.
V roce 1715 byly v obci čtyři usedlosti, které podle porty platily tři rodiny. V roce 1787 v obci bylo 33 domů, ve kterých žilo 237 obyvatel, v roce 1828 v 28 domech žilo 202 obyvatel. V roce 1910 počet obyvatel stoupl na 622 a v roce 1933 na 459 obyvatel. Hlavní obživou bylo pěstování ovoce a také zemědělství a uhlířství.
V letech 1976 až 1990 byla k obci připojena sousední obec Solčianky.

## Přírodní poměry

### Poloha
Obec leží ve střední části Nitranské pahorkatiny, mezi pohořími Tribeč a Povážský Inovec. Obcí protéká Solčianský potok, který je pravostranným přítokem řeky Bebravy. Území obce je členité tvořené neogenními usazeninami, nadmořská výška se pohybuje v rozmezí 199 až 271 m, střed obce se nachází ve výšce 260 m n. m. Území je většinou odlesněné s hnědozemí a výskytem minerálních pramenů.

### Využití půdy
Celková rozloha území obce je 6,33496 km², z toho v roce 2020 připadalo 86 % na zemědělskou půdu. Celkové využití půdy (2020): 83 % orná půda, 2 % zahrady, 7 % lesy. V roce 2023 připadalo 545,30 ha na zemědělskou půdu, z toho 523,55 ha byla orná půda, 14,27 ha zahrady a 7,47 ha travnatý porost. Lesy pokrývaly 43,50 ha, zastavěná plocha a nádvoří zaujímaly 37,56 ha.

### Sousední obce
Obec sousedí:
| Tvrdomestice | Šišov     | Chudá Lehota |
| Prašice      |           | Chudá Lehota |
|              | Topoľčany | Solčianky    |

## Pamětihodnosti
- V obci je římskokatolický filiální kostel Panny Marie Sedmibolestné z roku 1935, přestavěn v letech 1950–1951.[11] V roce 1997 byla ke kostelu přistavěna věž.[12] Barokní hlavní oltář z 18. století byl přenesen z Topľčan.[13]
- Barokní kaple Nanebevzetí Panny Marie z roku 1733, kterou nechal postavit majitel panství Ferenc Schémeczy. Kaple je od roku 2009 kulturní památkou Slovenska.[14][15]

Obec původně patřila pod římskokatolickou farnost Šišov. Od roku 1948 byla samostatnou farností, v současné době (2019) opět náleží pod farnost Šišov, děkanátu Topoľčany, nitranské diecéze.

## Znak
Blason: v červeném štítu na zlatém pažitu zlatě oděné rameno držící zlatou rukojeť stříbrného srpu.
Znak je proveden podle pečetě z roku 1757 a vyjadřuje vztah obce k zemědělství.